# Vio-lence
Vio-lence (z anglického slova violence – násilí) je americká thrash metalová kapela založená v roce 1985 pod názvem Death Penalty v San Franciscu ve státě Kalifornie. V témže roku došlo ke změně názvu na Violence a poté i na konečnou podobu Vio-lence.
Mezi zakladatele patřili zpěvák Jerry Birr, kytaristé Phil Demmel a Troy Fua, baskytarista Eddie Billy (bratr Chucka Billyho z Testament a Andrewa Billyho z Dublin Death Patrol) a bubeník Perry Strickland. 
Vio-lence patří do druhé vlny thrash metalu, která vznikla v oblasti San Francisco Bay Area (tzv. Bay Area thrash metal).
Debutové studiové album Eternal Nightmare vyšlo v roce 1988 pod hlavičkou amerického vydavatelství Mechanic Records. Ve své první etapě v letech 1985–1993 kapela vydala několik demonahrávek, singlů, jedno EP a tři dlouhohrající desky. Sestava se několikrát obměnila, pro všechna studiová alba však byla stejná: kytaristé Phil Demmel a Robb Flynn, baskytarista Deen Dell, Perry Strickland na bicí a Sean Killian jako zpěvák.
Druhé období aktivity Vio-lence bylo v letech 2001–2003, kdy se členové kapely dali dohromady pro příležitostná živá vystoupení.

Od roku 2019 je kapela opět aktivní.

## Diskografie

### Dema
- First Demo (1986)
- Violence Demo - 1986 (1986)
- Rough Demo (1988)
- Torque (1993)

### Studiová alba
- Eternal Nightmare (1988)
- Oppressing the Masses (1990)
- Nothing to Gain (1993)

### EP
- Torture Tactics (1991)
- Demos... They Just Keep Killing (2003)

### Singly
- Eternal Nightmare (1988)
- World in a World (1990)
- California über Alles (2020)